# Акт о Нунавуте
Акт о Нунавуте (англ. Nunavut Act) — основной закон канадской территории Нунавут. Акт, вместе с соглашением о разделе земли в Нунавуте ставший основой образования территории, был принят 10 июня 1993 года. Акт вступил в силу 1 апреля 1999 года.

## Содержание акта
Первоначально акт состоял из пяти разделов. Позднее, 1 июля 1999 года, третий раздел акта был аннулирован, однако общий порядок разделов был сохранён.
Первый раздел акта посвящён образованию территории и её ветвей власти (законодательное собрание, правительство, суд). Второй раздел, основной, посвящён распределению территорий, бюджету, а также принятию официальных языков. Отдельным пунктом во втором разделе стоит вопрос об исторических и культурных ценностях Нунавута. Четвёртый раздел посвящён управлению территорией в переходный период. В нём отражены вопросы, связанные с первыми выборами, принятием основных законов, определением должности временного комиссара Нунавута. Пятый раздел определяет порядок вступления в силу акта.
Помимо основных разделов акт о Нунавуте включает два приложения: определение границы между Нунавутом и Северо-Западными территориями и список населённых пунктов, остающихся в составе Северо-Западных территорий, по районам.

## Согласование с федеральными законами
Вплоть до официальной даты образования на его основе принимались многочисленные поправки в федеральные законы и конституционные акты Канады.
Основные поправки касались Конституционного акта 1867 года. Было увеличено количество мест в Сенате, где Нунавуту, как и остальным территориям (Юкону и Северо-Западным территориям) отводилось по одному месту и общее число мест составило 105. Эти изменения были приняты 13 июня 1998 года и вступали в силу вместе с основным актом.
Помимо этого, были приняты поправки в юридическую систему Канадской конфедерации. Вместо стандартной для канады двухуровневой судебной системы специально для Нунавута было принято решение о создании одноуровневого Суда Нунавута. Поправки были приняты 11 марта 1999 года. Сенатор Люси Пепин, предваряя вторые слушания по этому вопросу, в частности сказала:

С внесением данных изменений люди Нунавута получат надежду на получение такой судебной системы на их территории, которая будет более эффективной, уменьшит количество внутренних операций суда и даст позитивный толчок к уменьшению времени до суда.
Оригинальный текст (англ.)By implementing this change, the people of Nunavut hope to obtain a court system for their territory which will be more efficient, will reduce the number of court circuits and will also have a positive impact upon reducing delay for parties before the court.